# Råå hamnfyr
Råå hamnfyr är en fyr på norra hamnpiren i Råå hamn.
Den första fyren på platsen var en fiskefyr med fast grönt sken mot Öresund som endast var tänd på hösten. Den byggdes 1857 och var placerad på den dåvarande piren lite närmare land. År 1907 förlängdes pirarmarna och en fyr med ny  fyrkaraktär byggdes på den nuvarande platsen. Det var en så kallad klippfyr med en oljelampa och två skärmar som växelvis släppte fram och täckte för ljuset. 
1941 byttes oljelampan ut mot en  AGA-fyr och fyrkaraktären ändrades till korta blixtar med 4 sekunders mellanrum (Fl WRG 4s). År  1968 fick fyren sin nuvarande fyrkaraktär.
År 2020 ersattes den gamla fyren med en tro kopia, men nu med LED-ljus. Den tillverkades på land och delarna lyftes på plats med kran. Fyren invigdes officiellt 16 oktober 2020. Den gamla Fresnel-linsen, som skulle ha ställts ut på Råå museum för fiske och sjöfart, stals i samband med rivningen av fyren och har inte återfunnits.